# 宁谷镇
宁谷镇，是中华人民共和国贵州省安顺市西秀区下辖的一个乡镇级行政单位。

## 行政区划
宁谷镇下辖以下地区：
矿车厂社区、大寨村、林哨村、下哨村、里板克村、山井村、洋海村、河头村、长冲村、胡军村、上苑村、龙潭坡村、白泥田村、干河村、小呈堡村、五官屯村、潘孟寨村、木山堡村、老塘河村、龙潭村、张井村、下洋场村、老鸦石村和大岩底村。